# Ладефогед, Питер
Питер Ладефогед (англ. Peter Nielsen Ladefoged; 17 сентября 1925 года – 24 января 2006 года) — британский лингвист, специалист в области фонетики. Работал в университете Эдинбурга в Шотландии и в Ибаданском университете в Нигерии в 1953–61 годах, а также являлся почётным профессором Калифорнийского университета в Лос-Анджелесе, где преподавал с 1962 по 1991 год. Исследователь путешествовал по всему миру и документировал звуки исчезающих языков, применяя собственные методы сбора и изучения данных. Ладефогед опубликовал 10 книг и 130 научных статей по различным аспектам теории и практики фонетики.

## Ранние годы и образование
Родился в семье датского предпринимателя, импортера датских продуктов, в городе Саттон (графство Суррей), в 20 километрах к югу от Лондона. Посещал частную школу в графстве Хартфордшир в 1938-43 годах и колледж Гонвилль и Киз Кембриджского университета в 1943–44 годах, где изучал физику. Затем его обучение  было прервано службой в Королевском Сассекском полку во время Второй Мировой войны 1944–47. Возобновил свое образование в Эдинбургском университете, намереваясь изучать английскую литературу, но вскоре увлекся звуками речи. Ладефогеда особенно вдохновил курс фонетики Дэвида Аберкромби. В университете он также посещал курсы истории Великобритании, философии, английского языка и литературы. Получил степень магистра в 1951 году. В 1953 стал преподавателем фонетики, в том же году женился на однокурснице Дженни Макдональд.
В конце 1950-х годов Питер Ладефогед решил работать в США, но для этого требовалась степень доктора наук. Руководство университета засчитало Ладефогеду три года, что он проработал на факультете, и все, что ему было нужно, — защитить диссертацию. Диссертация молодого учёного была на тему природы качества гласных, а именно о кардинальных гласных звуках и их артикуляционных и акустических свойствах. Часть работы он проделал вместе с Дэвидом Аберкромби и Дэниэлом Джоунзом. В 1959 году Ладефогед получил степень доктора.

## Академическая карьера
С середины 1950-х годов Ладефогед запустил ряд научно-исследовательских проектов в сотрудничестве с Дональдом Бродбентом, Уолтером Лоуренсом и другими.
Вскоре после переезда из Шотландии в Лос-Анджелес, где Ладефогед занял должность доцента в Калифорнийском университете в 1962 году, фонетист имел краткую карьеру в Голливуде в качестве главного лингвистического консультанта для актёра Рекса Харрисона в фильме 1964 года «Моя прекрасная леди».
В 1962 году исследователь создал фонетическую лабораторию в Лос-Анджелесе. Питеру Ладефогеду было интересно прослушать и описать каждый звук, используемые человеком в устной речи., Количество таких звуков он оценил в 900 согласных и 200 гласных. Исследования, проведённые в лаборатории, легли в основу работы «Звуки языков мира». В 1966 году Ладефогед  присоединился к вновь созданной кафедре лингвистики университета.
Исчезающие языки, по мнению учёного, необходимо записывать и изучать, но не нужно пытаться их спасти. Ладефогед предсказывал, что почти все из 6500 мировых языков исчезнут в течение ближайшего тысячелетия, как результат глобализации, однако считал, что сохранение языков может привести к ослаблению национального единства.
Питер Ладефогед в течение длительного времени был членом Международной фонетической ассоциации, а также редактором журнала Международной фонетической ассоциации. Учёный входил в состав совета директоров Фонда исчезающих языков с момента его создания.

## Наследие
Будучи полевым лингвистом, Ладефогед много путешествовал: он побывал в Африке, Индии, Южной Америке, странах бывшего Советского Союза, Китае и Австралии, стараясь записать как можно больше языков. Вместе со своим коллегой из Лос-Анджелеса И́эном Мэддисоном (Ian Maddieson) Ладефогед пытался сохранить как можно больше знаний об умирающих языках. Исследователи проводили недели в отдалённых деревнях, где при помощи портативной фонетической лаборатории весом более 100 фунтов (45 кг) делали магнитофонные записи звучащей речи для акустического анализа, фотографировали то, как говорящие произносили звуки, и даже регистрировали поток воздуха изо рта и носа, чтобы иметь точное представление об артикуляции.
В Индии Ладефогед записывал язык тода, на котором говорит менее 1000 человек: он описал шесть дрожащих согласных, производимых кончиком языка. В пустыне Калахари он изучал щёлкающие согласные, использующиеся в этой части Африки.

## Личная жизнь
Женился на Дженни Макдональд в 1953 году, брак с которой продлился более 50 лет. У них родилось трое детей (в частности Тэгн Ладефоджед). Ладефогед также имел пять внуков .
Питер Ладефогед скончался 24 января 2006 года в возрасте 80 лет в больнице. После исследовательской поездки в Индию в аэропорту Хитроу у него случился инсульт. Затем он был доставлен в больницу, где пережил второй обширный инсульт и вскоре умер.

## Академические награды и титулы
- Член Американского акустического общества
- Член американской Ассоциации речи, языка и слуха
- Премия выдающемуся преподавателю, Калифорнийский университет в Лос-Анджелесе 1972
- Президент лингвистического общества Америки, 1978
- Председатель постоянного Совета по организации международных фонетических конгрессов , 1983–1991
- Президент Международной фонетической ассоциации, 1987–1991
- Научный сотрудник Калифорнийского университета, 1989
- Член Американской академии искусств и наук, 1990
- Золотая медаль XII Международного фонетического конгресса, 1991
- Член-корреспондент Британской академии, 1992
- Почётный доктор филологических наук, Эдинбургский университет, 1993
- Иностранный член Датской Королевской академии наук и литературы, 1993
- Серебряная медаль, Американское акустическое общество, 1994
- Член-корреспондент Королевского общества Эдинбурга, 2001
- Почётный доктор. Эдинбургский университет Королевы Маргарет, 2002